# Рыглице (гмина)
Рыглице (пол. Ryglice) — городско-сельская гмина (волость) в Польше, входит как административная единица в Тарнувский повет, Малопольское воеводство. Население — 11 379 человек (на 2004 год).

## Демография
| Перепись                       | Всего   | Всего | Женщины | Женщины | Мужчины | Мужчины |
| ------------------------------ | ------- | ----- | ------- | ------- | ------- | ------- |
| Единицы                        | человек | %     | человек | %       | человек | %       |
| Население                      | 11 379  | 100   | 5746    | 50,5    | 5633    | 49,5    |
| Плотность населения (чел./км²) | 97,4    | 97,4  | 49,2    | 49,2    | 48,2    | 48,2    |

## Поселения
1. Бистушова
2. Йонины
3. Ковалёва
4. Любча
5. Рыглице
6. Унишова
7. Воля-Любецка
8. Залясова

## Соседние гмины
1. Гмина Йодлова
2. Гмина Пильзно
3. Гмина Скшишув
4. Гмина Шежины
5. Гмина Тухув